# Unidades de massa

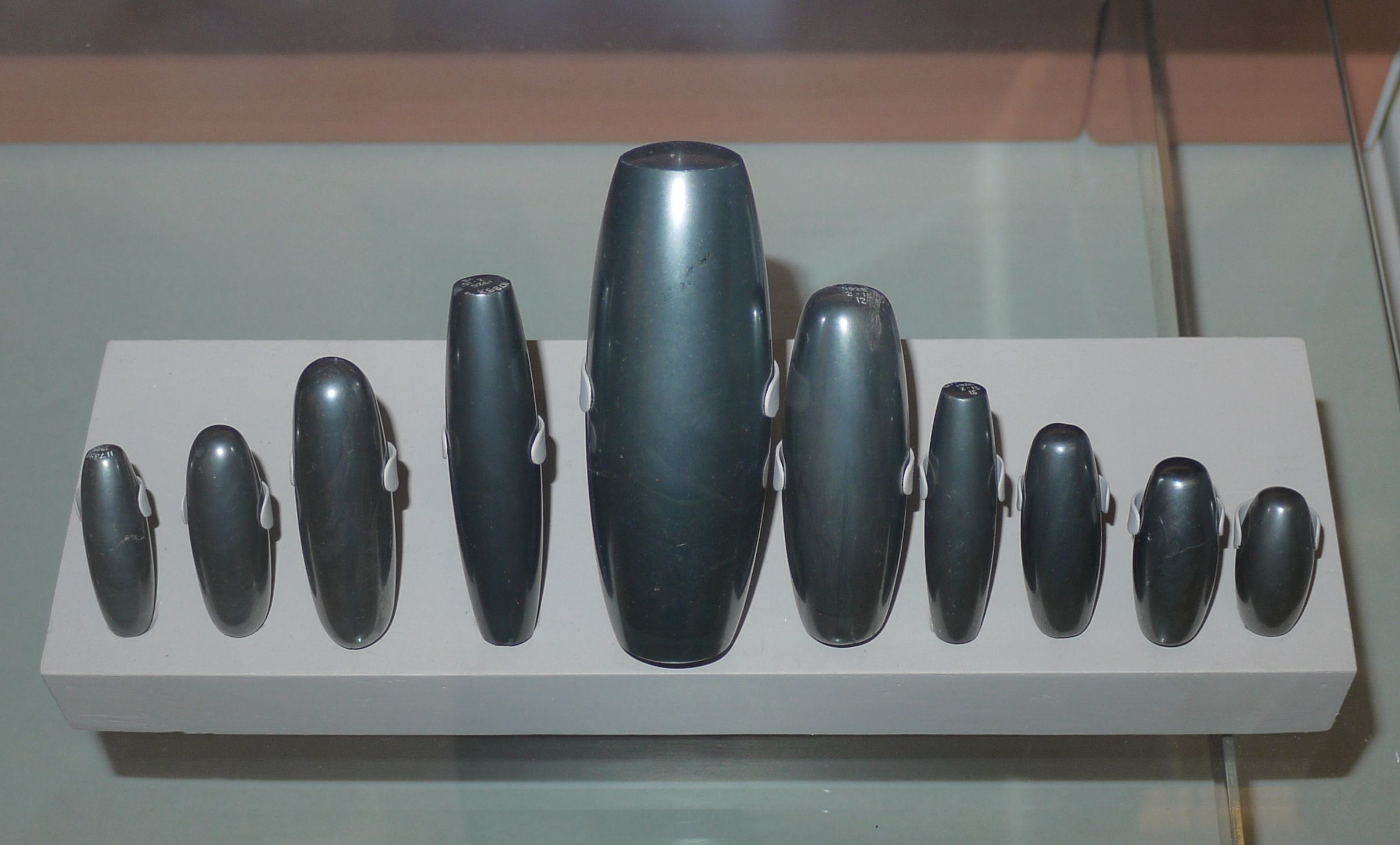
Pesos mesopotâmicos feitos de hematita.

A massa é uma magnitude física que mede a quantidade de matéria contida num corpo.

## Unidades do Sistema Internacional de Unidades(SI)
- Yottagrama 1024 g (Yg)
- Zettagrama 1021 g (Zg)
- Exagrama 1018 g (Eg)
- Petagrama 1015 g (Pg)
- Teragrama 1012 g (Tg)
- Gigagrama ou Quilotonelada 109 g (Gg ou kt)
- Megagrama ou Tonelada 106 g (Mg ou t)
- Quintal métrico 105 g (q)
- Miriagrama 104 g (mag)
- Quilograma 103 g (kg)
- Hectograma 102 g (hg)
- Decagrama 101 g (dag)
- grama 1 g (g)
- decigrama, 10-1 g (dg)
- centigrama, 10-2 g (cg)
- miligrama, 10-3 g (mg)
- micrograma, 10-6 g (µg)
- nanograma, 10-9 g (ng)
- picograma, 10-12 g (pg)
- femtograma, 10-15 g (fg)
- attograma, 10-18 g (ag)
- zeptograma, 10-21 g (zg)
- yoctograma, 10-24 g (yg)

## Sistema imperial de medidas

### NoReino Unido
- Tonelada longa
- Quarto longo
- Quintal longo
- Stone
- Libra avoirdupois
- Onça avoirdupois
- Dracma avoirdupois
- Grão

### NosEstados Unidos
- Tonelada curta
- Quarto curto
- Quintal curto
- Arroba
- Libra avoirdupois
- Onça avoirdupois
- Dracma avoirdupois
- Grão

## Unidades de joalheria

### Gerais
- Quilate (troy): 4 grãos métricos
- Grão métrico: 50 mg

### Inglesas
- Libra troy
- Onça troy
- Dracma troy
- Pennyweight

Também:
- Quilate (de ourivesaria) = 4,167% de pureza de metal precioso.

## Outras medidas
- UTM
- Slug
- Elétron-volt/c2 (eV/c2)
- Dalton ou unidade de massa atômica